# ریموند پواتیه
ریموند پواتیه (به انگلیسی: Raymond of Poitiers)، شاهزاده شاهزاده‌نشین انطاکیه از سال ۱۱۳۶ تا ۱۱۴۹ میلادی و پسر ویلیام چهارم، دوک آکوتین بود. پس از وی کنستانس انطاکیه به قدرت رسید.

## زندگی
در آخرین سال زندگی ریموند، لوئی هفتم، پادشاه فرانسه و همسرش الینور، دوشس آکیتن (برادرزاده ریموند) در جریان جنگ صلیبی دوم از انطاکیه دیدن کردند. ریموند سعی کرد از رفتن لوئی به سمت جنوب و اورشلیم جلوگیری کند و او را وادار کند که در انطاکیه بماند و در فتح حلب و قیصریه کمک کند. ریموند همچنین مظنون به داشتن رابطه محارم با برادرزاده زیبایش النور بود. به گفته جان سالزبری، لوئی به توجه ریموند به النور و گفتگوهای طولانی که از آنها لذت می‌برد، مشکوک شد. ویلیام صوری ادعا می‌کند که ریموند النور را اغوا کرد تا از شوهرش، به دلیل اینکه او از کمک به او در جنگ‌هایش علیه ساراسن‌ها امتناع کرد، انتقام بگیرد و برخلاف حیثیت سلطنتی [النور]، او به عهد ازدواج خود بی‌اعتنایی و به شوهرش خیانت کرد. با این حال، اکثر مورخان مدرن چنین شایعاتی را رد می‌کنند و به نزدیکی ریموند و برادررزاده‌اش در دوران کودکی‌اش، و رفتار درخشان آکیتنی اشاره می‌کنند. همچنین، از آنجایی که لوئی به رابطه با همسرش ادامه داد، تردید وجود دارد که او اتهام در رابطه با محارم را باور کند.

## مرگ
لوئی با عجله انطاکیه را ترک کرد و ریموند از برنامه‌هایش رد شد. در سال ۱۱۴۹ در نبرد اناب در لشکرکشی بر ضد نورالدین زنگی کشته شد. اسدالدین شیرکوه عموی صلاح الدین ایوبی او را سر برید و سرش را در جعبه‌ای نقره گذاشت و به عنوان هدیه برای خلیفه مقتفی در بغداد فرستاد.